# チェイス・デービス
チェイス・デービス（Chase Davis、2001年12月5日 - ）は、アメリカ合衆国カリフォルニア州エルクグローブ出身の野球選手（外野手）。左投左打。

## 経歴
2023年のMLBドラフト1巡目(全体21位)でセントルイス・カージナルスから指名された。